# Juanita Hansen
Juanita C. Hansen (3 de março de 1895 – 26 de setembro de 1961) foi uma atriz estadunidense de filmes mudos. Ela foi uma das garotas de Mack Sennett e apareceu em diversos filmes nos década de 1910. Juanita Hansen também foi bastante conhecida por sua agitada (e problemática) vida pessoal, e também pelo seu vício em cocaína e morfina. No ano de 1934, tornou-se "limpa" das drogas e começou a viajar, fazendo palestras sobre os males das drogas; escreveu um livro sobre o vício e começou a fazer caridade, ajudando os viciados em drogas.

## Começo
Juanita Hansen nasceu em Des Moines, Iowa. A sua família mudou-se para a Califórnia quando ela era uma garota, o que fez com que ela se graduasse na Los Angeles High School. Foi lá que começou a fazer as suas primeiras atuações para a "Oz Film Manufacturing Company", empresa de L. Frank Baum. Ela apareceu no filme The Patchwork Girl of Oz, um filme baseado no livro de L. Frank Baum. Se, anteriormente, ela havia tido um papel pequeno no filme, interpretando uma carrilhanista, ela acabou tendo um papel de maior destaque no filme "Oz". Este filme, mais tarde, foi renomeado para The Magic Cloak of Oz.
Em 1915, Juanita apareceu em seis filmes. Um deles foi The Secret of the Submarine, ocasião em que contracenou ao lado do ator Tom Chatterton. No ano seguinte, trabalhou fazendo curta-metragens de comédia para os Estúdios Keystone. Ela afirmou gostar de trabalhar nos filmes de comédia de Mack Sennett, mas que, no entanto, gostaria de fazer coisas mais produtivas do que Comédia Pastelão.

## Carreira

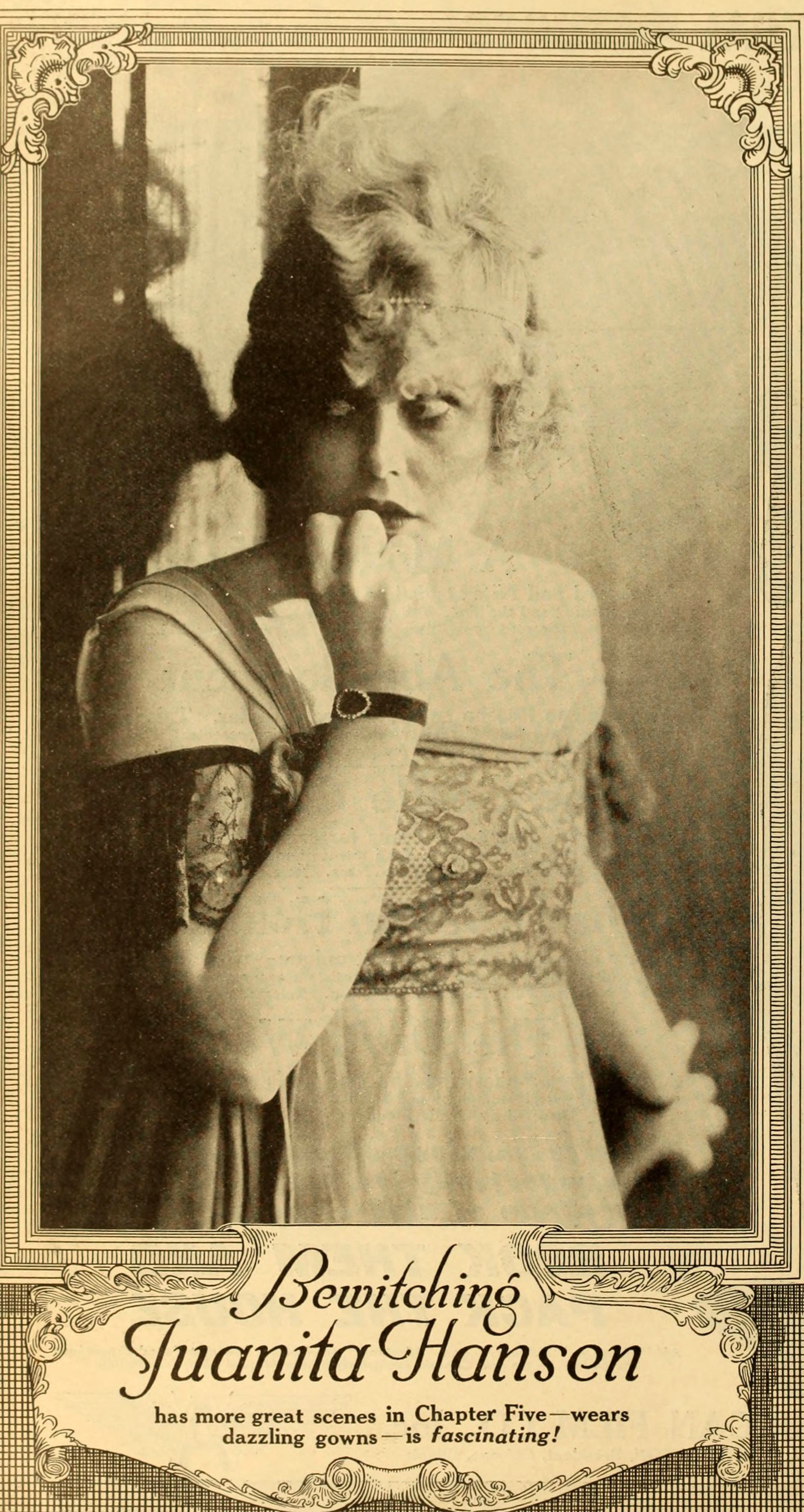
The Secret of the Submarine (1916)

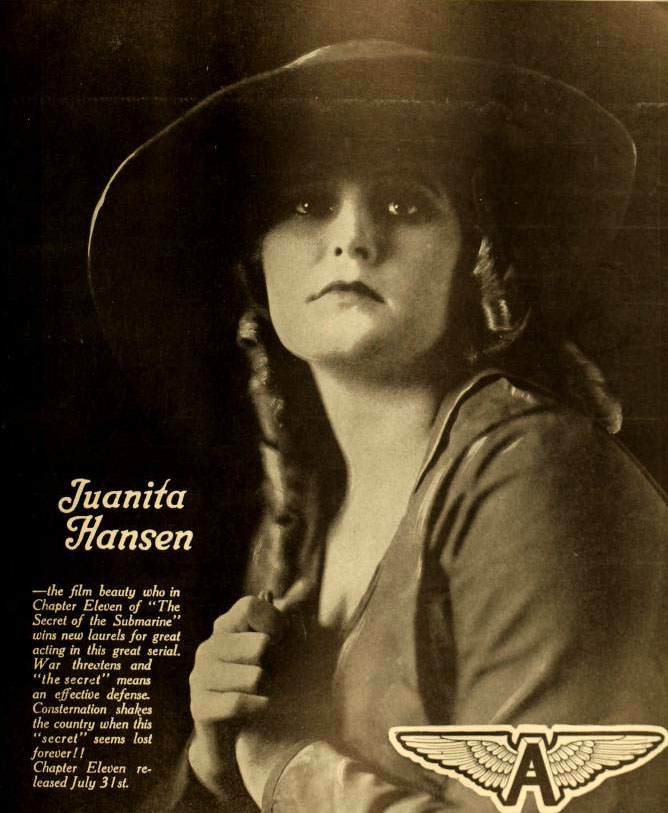
Anúncio (1916)

Juanita abandonou a Keystone, e logo estava trabalhando em papéis de destaque na Universal Studios. Tornou-se famosa como a estrela de uma série de dezoito episódios, The Brass Bullet, e fez também diversos filmes em 1919. Mais tarde, foi chamada para trabalhar no seriado "The Lost City", produzida por William Selig e também pelos três irmãos Warner, Harry, Jack e Sam Warner. Porém, foi neste período que o estilo de vida imprudente de Juanita Hansen a levou ao consumo de cocaína. Vício que, rapidamente, tomou conta de sua vida.
A performance de Juanita Hansen nas produções da Universal Pictures fez com que, em 1920, ela fechasse um contrato com a Pathé para estrelar o seriado The Phantom Foe (onde apareceu ao lado dos atores Warner Oland e William Bailey). Em 1921, ela fez uma nova aparição para a Pathé, desta vez, no seriado The Yellow Arm (onde contracenou com Marguerite Courtot e novamente com Warner Oland e William Bailey).
Em 1921, após sofrer graves queimaduras no banheiro de um hotel de Nova Iorque, Juanita Hansen teve que se afastar do cinema. Com este episódio, ela ganhou US$ 118,000 por danos, e mais uma longa batalha legal.

## Problemas Pessoais
Quando Juanita retornou ao trabalho, alguns problemas de comportamento, em decorrência de seu uso de drogas, fizeram com que interrompesse as filmagens, e a Pathé acabou encerrando o seu contrato. Ela apareceu em mais dois filmes, assumindo papéis secundários. Em 1923, aos vinte e oito anos de idade, a sua carreira chegou ao fim. A sua vida tornou-se um constante altos-e-baixos, devido ao abuso de drogas.
Ela começou a trabalhar em um teatro, ao vivo, e estreou em uma pequena produção de 1928 para a Broadway, The High Hatters. Em 1933, dez anos após seu último filme, conseguiu outro papel secundário, porém importante, em um Filme B da Monogram Pictures. De fato, este foi o seu último trabalho de grande relevância. No ano de 1934, voltou ao cinema, mas sua carreira já estava fadada ao fracasso.
Juanita Hansen tentou cometer suicídio. Ela tentou provocar uma overdose em si mesma, utilizando pílulas de dormir, porém sobreviveu, e a experiência a ajudou a dar a volta por cima.

## Fim de Carreira e Trabalho Voluntário
Eventualmente, a antiga atriz conseguiu voltar aos olhos do público com a sua história, e criou a Juanita Hansen Foundation, na tentativa de sensibilizar e alertar as pessoas para os males das drogas. Em 1937, acabou sendo presa em decorrência do vício. Mais tarde, começou a fazer palestras, alertando o público sobre o perigo das drogas.
Em 1938, escreveu o livro The Conspiracy of Silence, onde diz que os viciados em drogas devem ser mandados para tratamento em instituições médicas especializadas, ao invés de serem mandados para a prisão.
Juanita Hansen faleceu de ataque cardíaco no dia 26 de setembro de 1961, em sua casa - localizada na West Hollywood, Califórnia, no número 858 da "Avenida Hilldale". Seu corpo foi encontrado por sua empregada, Pearl Edwards, que disse aos xerifes que a atriz estava sofrendo de doenças cardíacas. Ela está enterrada no Cemitério Holy Cross, em Culver City, Califórnia.
Nos últimos anos de sua vida, Juanita morava em um bairro há apenas alguns quilômetros de distância do estúdio onde fizera os seus filmes.

## Filmografia parcial
- The Patchwork Girl of Oz, 1914, não-creditada
- The Magic Cloak, 1914, curta-metragem
- The Love Route, 1915
- The Secret of the Submarine, 1915
- The Absentee, 1915
- Glory, 1917
- The Brass Bullet, 1918
- The Sea Flower, 1918
- Broadway Love, 1918
- The Rough Lover, 1918
- Devil McCare, 1919
- The Poppy Girl's Husband, 1919
- Breezy Jim, 1919
- The Lost City, 1920
- The Phantom Foe, 1920
- The Jungle Princess, 1920
- The Yellow Arm, 1921
- The Red Snow, 1921
- The Broadway Madonna, 1922
- The Eternal Flame, 1922
- Girl from the West, 1923
- Sensation Hunters, 1933, último filme.